# Companhia do Caminho de Ferro de Guimarães
A Companhia do Caminho de Ferro de Guimarães, foi uma empresa portuguesa, que construiu e explorou o troço entre Trofa e Fafe da Linha de Guimarães, em Portugal; fundiu-se com a Companhia do Porto à Póvoa e Famalicão, formando a Companhia dos Caminhos de Ferro do Norte de Portugal, em 14 de Janeiro de 1927.

## História

### Antecedentes e formação

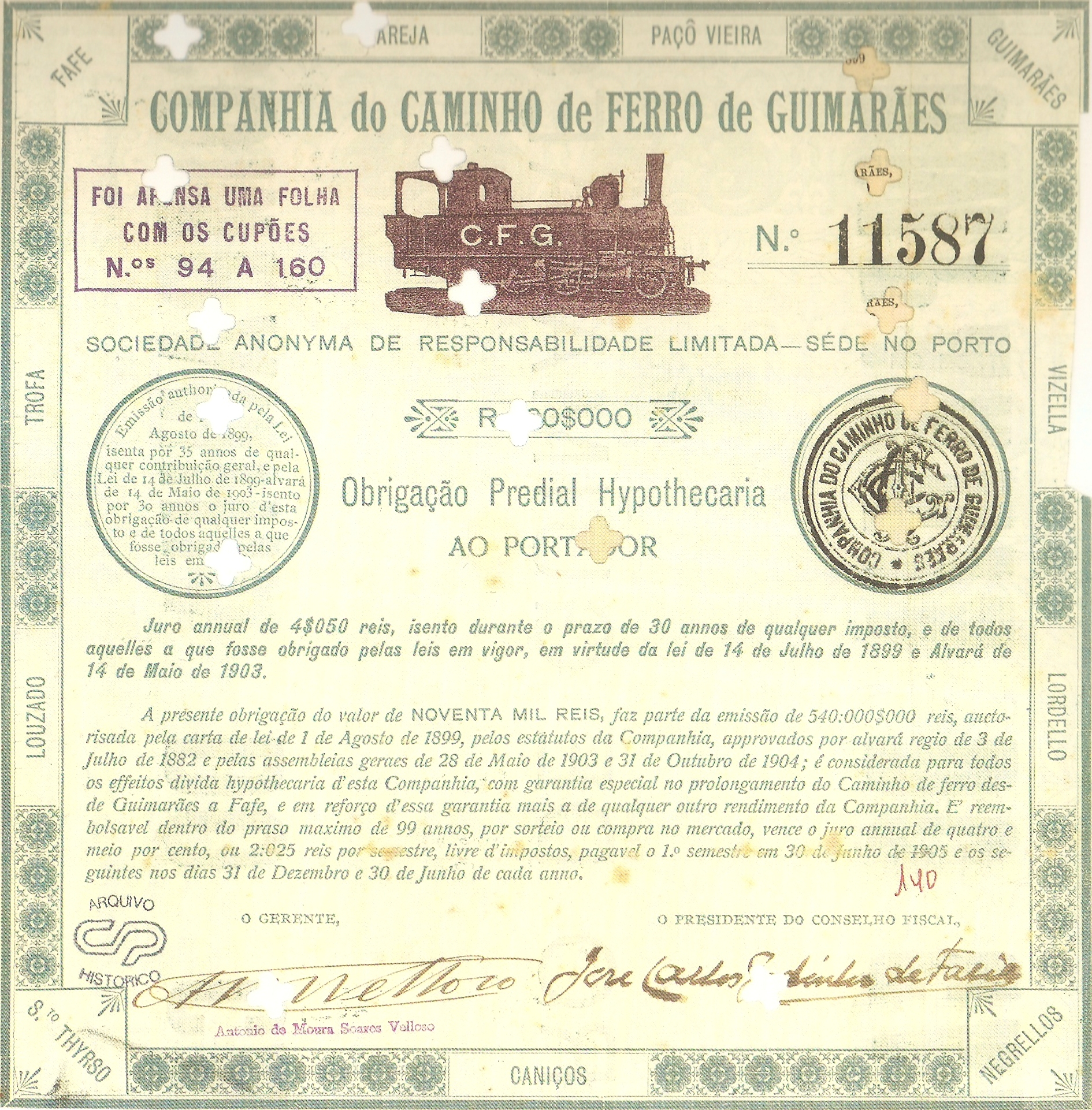
Título de obrigação da Companhia do Caminho de Ferro de Guimarães, parte de um lançamento feito para financiar o prolongamento para Fafe e adquirir material circulante.

Nos primeiros anos do transporte ferroviário em Portugal, a instalação das vias férreas não obedeceu a um plano específico, sendo normalmente usadas empresas concessionárias; este sistema predominou nas regiões do centro e Sul do país, enquanto que a Norte a expansão da rede ferroviária assentou principalmente na concessão directa do estado, tendo as Linhas do Minho e Douro sido desta forma construídas. Assim, previa-se que a criação das linhas secundárias nesta região também fosse entregue ao estado, o que não sucedeu; em vez disso, voltou-se a utilizar o sistema das companhias concessionárias, o que viria a ter efeitos nefastos na formação da rede ferroviária. Em 11 de Julho de 1871, o empresário Simão Gattai foi autorizado a construir um caminho de ferro, em sistema de carros americanos, utilizando vias sobre a estrada, ligando o Porto a Braga, passando por Santo Tirso e Guimarães. Em 28 de Dezembro de 1872, as bases da concessão foram alteradas: a bitola a utilizar seria a métrica, e a linha seria apenas de Bougado à Trofa, com um ramal por Vizela até Fafe. Em 17 de Outubro de 1874, a concessão foi transferida para uma companhia inglesa, e um despacho de 18 de Fevereiro de 1875 autorizou o uso da via larga e voltou a modificar o traçado, ficando apenas entre o Bougado e Guimarães. A construção revelou-se extremamente morosa, tendo sido construídos apenas cerca de 6 km quando a Minho District Railway Company Limited entrou em falência, em Janeiro de 1879. O contrato foi revogado em 16 de Abril desse ano, e no mesmo dia foi autorizada uma linha de via larga entre Bougado e Guimarães a António de Moura Soares Velloso e ao Visconde da Ermida, que representavam uma nova empresa.

### Construção da Linha de Guimarães

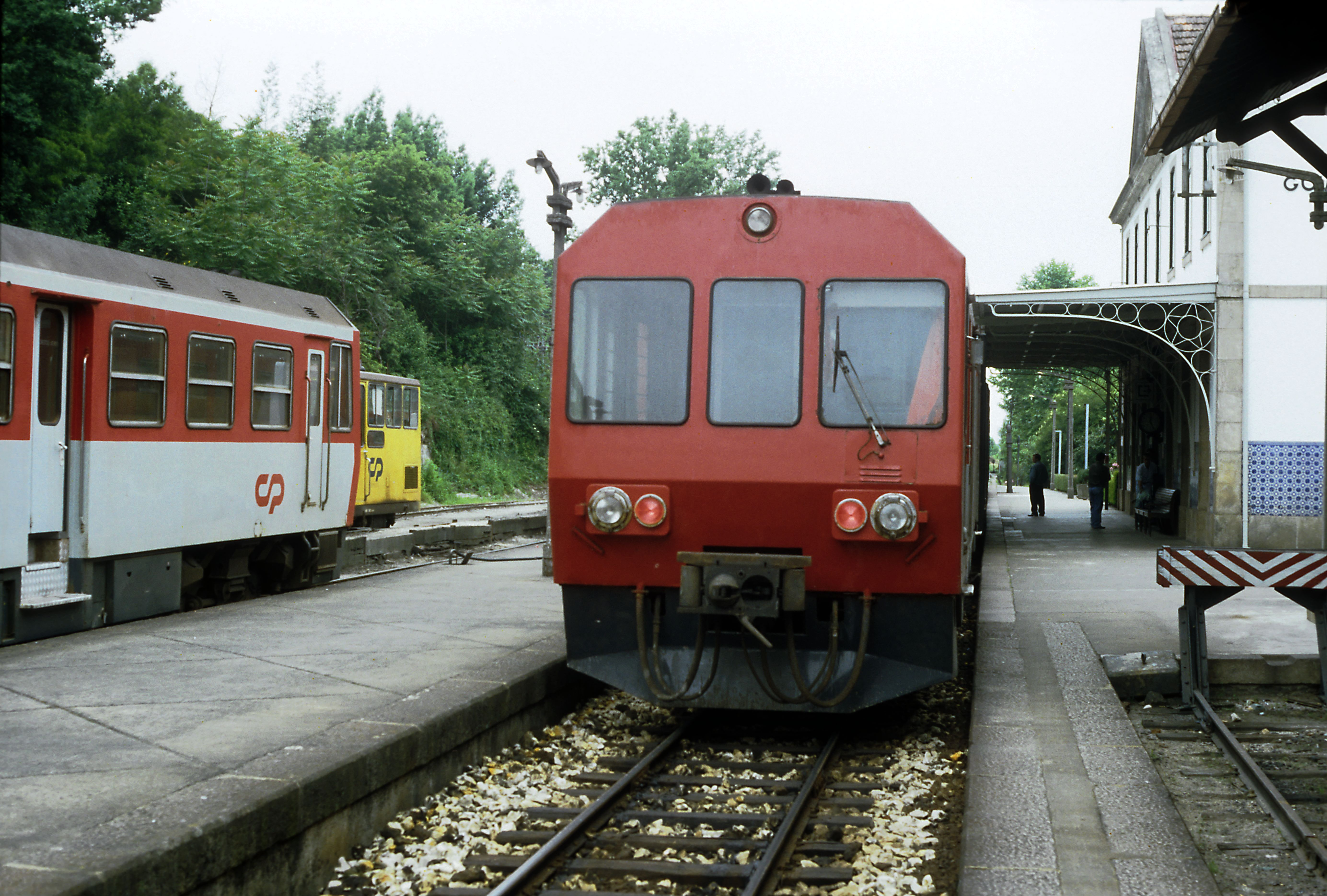
Antiga Estação Ferroviária de Guimarães.

No dia 5 de Agosto de 1880, foi aceite o pedido desta empresa para que a linha fosse construída em via métrica. As obras começaram a partir da Trofa, tendo o primeiro troço, até Vizela, entrado ao serviço em 31 de Dezembro de  1883; o troço entre esta estação e Guimarães abriu em 14 de Abril do ano seguinte.

### Expansão até Fafe
Nos finais do século XIX, a Companhia conseguiu dar dividendo ao seu capital, estando por isso apta a novos investimentos. Assim, em 12 de Julho de 1897, pediu autorização para construir e explorar o prolongamento da linha até Fafe, a partir de Guimarães. Apesar do estado ter autorizado este projecto por um alvará de 2 de Julho de 1898, a empresa alterou o seu pedido em 14 de Julho do mesmo ano, de forma a ficar apenas com uma concessão provisória. Em 1 de Agosto de 1899, o estado tornou definitiva a concessão, e, em 2 de Maio de 1900, a empresa pediu que fossem aplicadas várias vantagens previstas numa lei de 14 de Julho de 1899, pois o troço em questão tinha sido inserido no Plano da Rede Complementar ao Norte do Mondego. Este pedido foi aceite em 23 de Junho de 1900, tendo um novo contracto, de carácter definitivo, entrado em vigor em 22 de Novembro de 1901. A empresa emitiu vários títulos de dívida para financiar a expansão até Fafe e adquirir novo material circulante, tendo este troço sido inaugurado em 21 de Julho de 1907.
Em 3 de Junho de 1918, verificou-se uma greve dos ferroviários, na qual também participaram os empregados desta companhia.

### Ligação à Senhora da Hora e fusão com a Companhia da Póvoa

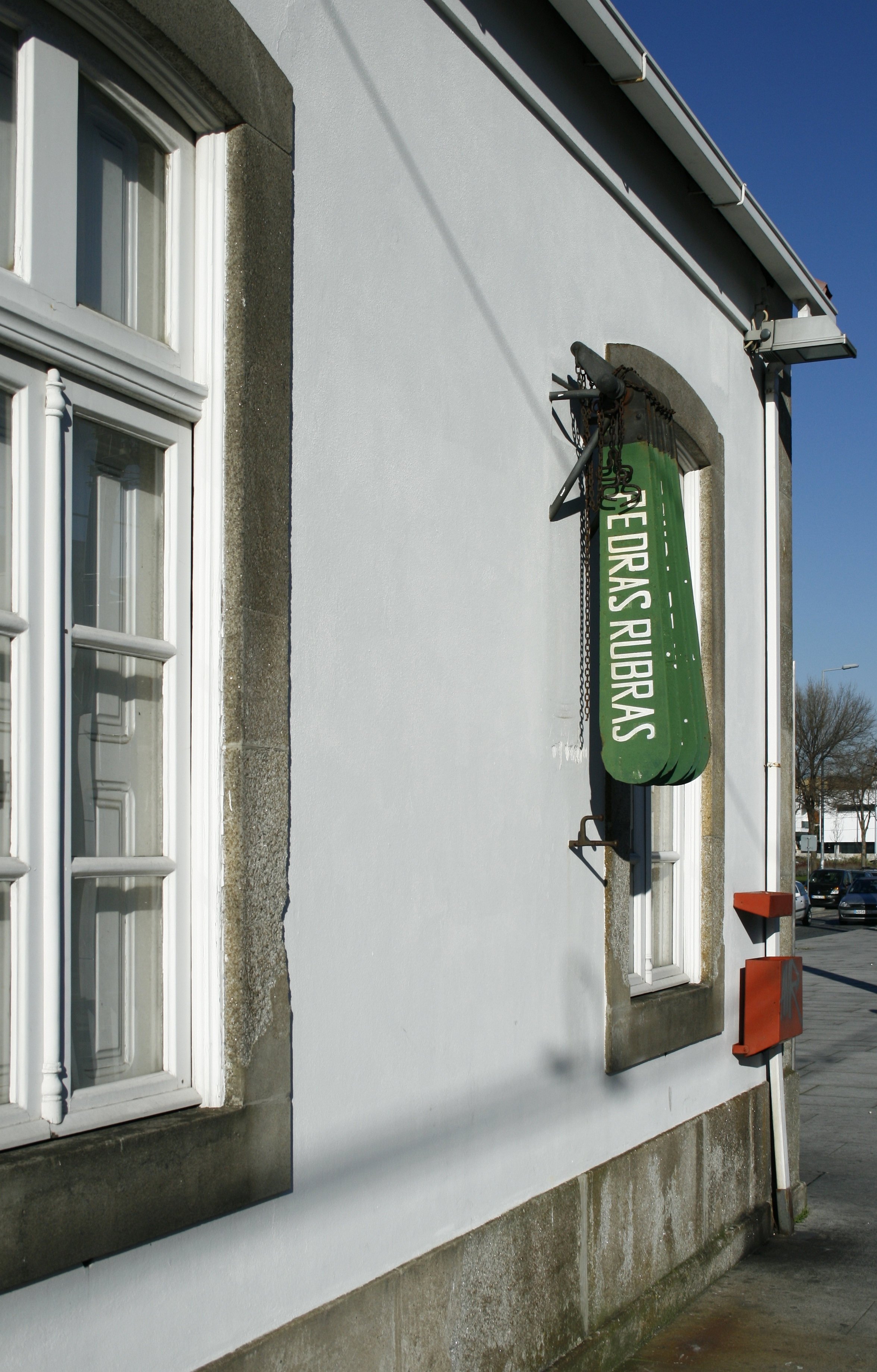
Indicador de destinos na antiga Estação de Senhora da Hora, em 2010.

Em 1901, a Companhia do Porto à Póvoa e Famalicão requisitou a construção de quatro linhas: Mindelo a Lousado, Famalicão a Guimarães, Laundos a Fão, e Modivas a Leça; no entanto, em 1905, limitou o seu pedido às linhas de Laundos a Fão e Modivas a Leça. No processo de inquérito que se abriu na sequência desta solicitação, o Conselho Superior de Obras Públicas considerou que o troço do Mindelo a Lousado também apresentava interesse, uma vez que permitiria a ligação entre as duas redes, condição desejável no caso de uma futura fusão das companhias. Com efeito, desde cedo que o estado português procurou fundir esta empresa com a Companhia da Póvoa, que explorava a Linha do Porto à Póvoa e Famalicão, uma vez que se acreditava que não podiam sobreviver separadamente. Por outro lado, esta fusão permitiria a unificação de toda a rede secundária do Minho, constituída pelas linhas da Póvoa e de Guimarães; assim, desde os princípios do século XX que se encetaram esforços para a união. Por volta de 1905, o estado procurou esclarecer a situação em termos jurídicos das duas companhias, que nessa altura não tinham um fim definido para as suas concessões; assim, estabeleceu-se que as mesmas não podiam ser perpétuas, e que o estado podia determinar um término fixo em novas concessões. Em 1908, a Companhia da Póvoa voltou a interessar-se pela construção do troço entre Mindelo e Lousado, uma vez que, naquela altura, estava a ser preparada a fusão entre as duas companhias e a concessionária das Linhas do Alto Minho, do Vale do Lima e de Braga a Guimarães, Canha & Formigal; o governo abriu um inquérito sobre aquele troço, o qual favoreceu a sua classificação, o que não chegou a ser feito. Entre 1908 e 1909, as três empresas pediram a fusão e a construção da linha entre Mindelo e Lousado, o que foi autorizado, em princípio, por um despacho ministerial de 22 de Junho de 1909, com várias condições. Este processo foi atrasado por uma disposição legislativa sobre o traçado da Linha do Vale do Lima e a Ponte de Lanheses, tendo estas modificações sido autorizadas por uma lei de 20 de Junho de 1912, que também estabeleceu as condições para a fusão. Entre os requisitos, destaca-se a alteração da via na Linha da Póvoa para a bitola métrica, e a construção do troço do Mindelo ao Lousado; após a fusão, seria lavrado um novo contrato, com a duração de oitenta anos, no qual a empresa resultante da fusão seria responsável pelas linhas já construídas ou projectadas das 3 companhias que a procederam. Entretanto, as três empresas iniciaram negociações para a obtenção do financiamento necessário, que estavam quase concluídas quando se iniciou a Primeira Guerra Mundial, cujos profundos efeitos económicos impossibilitaram a obtenção dos capitais indispensáveis ao projecto. Uma lei de 17 de Setembro de 1915 procurou reduzir o investimento necessário, ao permitir o aproveitamento do leito das estradas para o assentamento das vias férreas, mas não chegou a entrar em vigor.
Em 20 de Fevereiro de 1920, a Junta Consultiva de Caminhos de Ferro emitiu um parecer em que defendeu a construção de vários troços na região, incluindo entre o Mindelo e Lousado, e a fusão entre as empresas concessionárias. Em 5 de Julho de 1926, a Companhia da Póvoa pediu, com a colaboração da Companhia de Guimarães, autorização para construir um ramal entre a Trofa e um ponto da Linha da Póvoa entre a Senhora da Hora e Pedras Rubras, de forma a ligar ambas as linhas. A fusão foi concretizada, com publicação dos novos estatutos, em 14 de Janeiro de 1927, que foram aprovados por uma portaria, datada do dia 25 do mesmo mês; a nova empresa denominou-se de Companhia dos Caminhos de Ferro do Norte de Portugal. O troço entre Trofa e a Senhora da Hora abriu à exploração em 14 de Março de 1932, sendo considerada como parte da Linha de Guimarães

## Caracterização
Sediada na Rua de Cedofeita, no Porto, esta empresa possuía filiais nas estações de Guimarães, Vizela, Lordelo, Vila das Aves-Negrelos, Caniços, Santo Tirso, Lousado, e Trofa. Em Dezembro de 1901, o gerente desta companhia era António de Moura Soares Velloso.